# Кіхельконнська церква
Це́рква Свято́го Михаї́ла (ест. Miikaeli kirik) в Кіхельконні, більш знана як Кіхелько́ннська це́рква (ест. Kihelkonna kirik) — діючий лютеранський храм, розташований на острові Сааремаа в Естонії. Збудований у середині XIII століття, є однією з найдавніших християнських споруд країни. Відомий внутрішнім оздобленням, старовинним церковним начинням і найстарішим в Естонії органом, єдиним, що залишився з доробку органного майстра Йоханнеса Андреаса Штайна. 1999 року церква визнана пам'яткою культури, належить до популярних об'єктів внутрішнього туризму.

## Історія
Перші згадки про Кіхельконнську церкву відносять до 1254 року, коли Езель-Віцьке єпископство і Орден мечоносців поділили нарівно парафіяльну землю. Будівництво велося до 1260—1261 року, після чого через повстання єпископ був змушений поступитися будівлею ченцям. На той момент вже звели стіни майбутнього храму і нижній поверх вежі. Невдовзі ченці добудували його. Вся будівля була склепінчастою. З XIII по XIX століття включно її вигляд залишався незмінним. У 1899 році прибудували західну вежу з неоготичним куполом і ризницю. Тоді ж перенесли з фасаду будівлі годинник на окремо збудовану дзвіницю (датована 1638 роком).
Кіхельконнська церква спочатку була католицькою, однак після Реформації перейшла у власність лютеранської громади. Звіт 1939 року зберіг схвальні відгуки стосовно вигляду приміщення після ремонту, на який витратили 3700 крон. Радянська окупація Естонії після Другої світової війни принесла з собою войовничий атеїзм. Як наслідок вже 1955 року в занедбаній будівлі виявили деякі технічні недоліки (позеленіння стін від вологи, осипання штукатурки і фарби). Тим не менш 1980 року в церкві встановили вітражі роботи Долорес Хоффманн. Однак справжня реставрація храму була здійснена тільки після відновлення суверенітету країни: з 1990 по 2006 рік тривав поетапний ремонт різних частин пам'ятки.
В XXI столітті керівництво храмом здійснює пастор Естонської евангелічно-лютеранської церкви.

## Опис
Первісна будівля Кіхельконнської церкви була витягнута у поздовжньому напрямку, однак мала з'єднану з нею чотирикутну дещо звужену до верхівки вежу. Такий план будови для острова Сааремай нетиповий, його ідею запозичили з Вестфалії ченці католицьких військових орденів. У стіні вежі були прокладені кам'яні сходи, якими магістр ордену міг скористуватися для втечі у випадку небезпеки. Нетиповим для країн східної Балтики є також і оформлення церковних порталів. У внутрішньому оздоблені Кіхельконнської церкви присутні мотиви аканта, келихів, бутонів. Зберігся живопис XIII століття, виконаний у техніці альсекко та деякі незвичні архітектурні деталі, як от місце для ритуального горщика з водою (для споліскування рук), камера, де або заковували грішників, або ж прохали милостиню каліки.
Крім цих архітектурних деталей Кіхельконнська церква відома старовинним начинням. У ній і сьогодні можна побачити вівтар, виконаний у стилі Відродження в 1591 році. XVI століттям датують мідні прикраси і надгробок з гербами, XVII — ще один герб і таблицю-епітафію. Роботи над створенням церковної кафедри були розпочаті 1604 року, а завершені 1796-го (вона є окремим об'єктом культурної спадщини). До пам'яток XVIII сторіччя належить могила з мармуровим надгробком, а 1805 роком датують 14-регістровий орган роботи майстра Йоганна Андреаса Штейна. В 1890 році цьому інструменту додали ще один мануал з чотирма додатковими регістрами, а в 2018-му — повністю реставрували. Цей інструмент — найстаріший в Естонії орган і єдиний, що залишився з доробку органного майстра Йоханнеса Андреаса Штейна.

## Значення
Завдяки незвично високій готичній вежі Кіхельконнська церква височіє над навколишнім ландшафтом, тому тривалий час до 2009 року її шпиль виконував роль денного знаку — навігаційного орієнтиру, яким користуються мореплавці о світлій порі доби. Наразі вона зберегла тільки сакральне, історичне й культурне значення. Поряд з церквою знаходиться дзвіниця, визнана окремою пам'яткою. Також для туристів становить інтерес розташований на церковному кладовищі сонячний годинник.

## Галерея
Архітектурні деталі
Предмети церковного інтер'єру